# Marvaux-Vieux
Marvaux-Vieux är en kommun i departementet Ardennes i regionen Grand Est (tidigare regionen Champagne-Ardenne) i nordöstra Frankrike. Kommunen ligger  i kantonen Monthois som ligger i arrondissementet Vouziers. År 2022 hade Marvaux-Vieux 70 invånare.

## Befolkningsutveckling
Antalet invånare i kommunen Marvaux-Vieux
Referens: INSEE